# Matacus
Matacus is een geslacht van rechtvleugeligen uit de familie sabelsprinkhanen (Tettigoniidae). De wetenschappelijke naam van dit geslacht is voor het eerst geldig gepubliceerd in 1897 door Giglio-Tos.

## Soorten
Het geslacht Matacus  is monotypisch en omvat slechts de volgende soort:
- Matacus gracilis (Giglio-Tos, 1897)